# 45699 Maryalba
45699 Maryalba este o planetă minoră (asteroid) din centura de asteroizi. A fost descoperită pe 1 martie 2000 la Catalina Station⁠(d) de Catalina Sky Survey. 
Obiectul prezintă o orbită caracterizată de o semiaxă mare de 2,6317566198323 UAi, o excentricitate de 0,12606500809381, o înclinație de 10,990056897152 ° în raport cu ecliptica.